# Rampino (attrezzo)

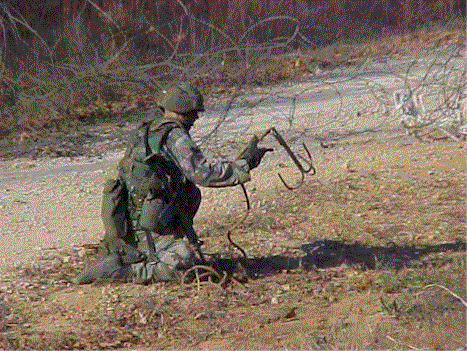
Un soldato che carica un rampino

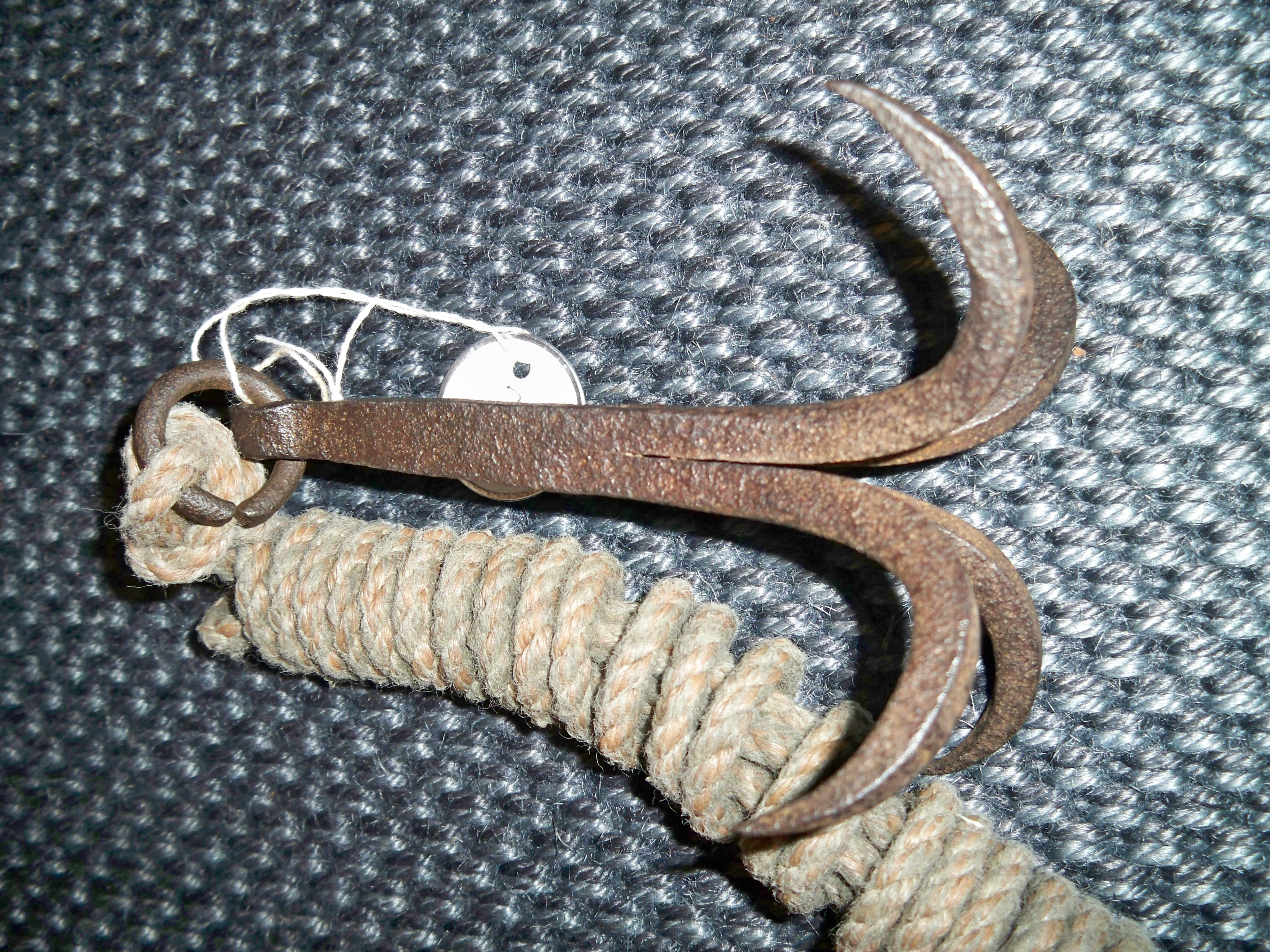
Un antico Kaginawa giapponese in ferro

Un rampino detto anche grappino o raffio è un attrezzo formato da vari ganci (o nel caso del raffio anche uno solo) attaccati ad una corda, e viene lanciato, sparato, calato o attaccato a mano in un luogo dove almeno un gancio possa fare presa. Generalmente vengono usati per fissare temporaneamente un capo di una corda, ma anche per dragare il fondo di un corso d'acqua per trovare oggetti sommersi.
Generalmente hanno una sbarra centrale con un occhiello alla base a cui può essere attaccata una corda, e tre ganci sull'apice, distanziati regolarmente gli uni dagli altri, disposti in modo che almeno uno possa agganciarsi a qualche protuberanza dell'obbiettivo. Alcuni modelli moderni hanno i ganci ripiegabili, per una maggior facilità di uso. La maggior parte sono lanciati a mano, ma alcuni sono lanciati tramite aria compressa (come l'inglese Plumett AL-52) o qualche altro metodo di propulsione.
In ambito militare sono spesso usati dal genio militare per superare gli ostacoli. Può essere lanciato avanti all'ostacolo e tirato indietro per detonare trappole o mine con fili ad inciampo. Può essere lanciato via fucile con le versioni ad uso singolo montate sui fucili M4/M16, o lanciate da una balestra.
Con questo metodo possono essere rimossi fino al 99% dei fili ad inciampo in un singolo passaggio.